# 福边雅彦
福边雅彦（日语：／ Fukube Masahiko，1961年9月6日—），日本男子摔跤运动员。他曾代表日本参加亚洲摔跤锦标赛，获得一枚铜牌。他也曾参加1988年夏季奥林匹克运动会。